# Мануэл-Виана
Мануэл-Виана (порт. Manoel Viana) — муниципалитет в Бразилии, входит в штат Риу-Гранди-ду-Сул. Составная часть мезорегиона Юго-запад штата Риу-Гранди-ду-Сул. Входит в экономико-статистический микрорегион Кампанья-Осидентал. Население составляет 7904 человека на 2006 год. Занимает площадь 1 390,7 км². Плотность населения — 5,7 чел./км².

## История
Город основан 20 марта 1992 года.

## Статистика
- Валовой внутренний продукт на 2003 составляет 72 146 961 реал (данные: Бразильский институт географии и статистики).
- Валовой внутренний продукт на душу населения на 2003 составляет 9 636,30 реалов (данные: Бразильский институт географии и статистики).
- Индекс развития человеческого потенциала на 2000 составляет 0,754 (данные: Программа развития ООН).

## География
Климат местности: субтропический.